# Wehdel
Wehdel ist eine Ortschaft in der Einheitsgemeinde Schiffdorf im niedersächsischen Landkreis Cuxhaven.

## Geografie

### Lage
Der an der Landesstraße 143 gelegene Ort verfügt über einen Bahnhof an der Bahnstrecke zwischen Bremerhaven und Buxtehude. Nördlich vom Ort liegt der Ortsteil Altluneberg, zu deren Kirchengemeinde Wehdel gehört. Im Süden befindet sich der Silbersee und das Laaschmoor.

### Ortsgliederung
- Altluneberg
- Wehdel (Hauptort)

### Nachbarorte
|                                     | Ringstedt (Stadt Geestland)                 | Köhlen (Stadt Geestland)                |
| Sellstedt                           | Kompassrose, die auf Nachbargemeinden zeigt | Geestenseth                             |
| Donnern (Einheitsgemeinde Loxstedt) | Heerstedt (Einheitsgemeinde Beverstedt)     | Wollingst (Einheitsgemeinde Beverstedt) |

(Quelle:)

## Geschichte
Wehdel gehörte um 1500 zur Börde Beverstedt und war zur selben Zeit auch im gleichnamigen Kirchspiel eingepfarrt. Die Landgemeinde Wehdel wurde 1840 und die gleichnamige Gemarkung 36 Jahre später gebildet. Das Dorf war um 1768 im Beverstedter Gerichtsbezirk. Auch während der kurzen Franzosenzeit war Wehdel mit Beverstedt verbunden, weil der Ort der Kommune Ringstedt im Kanton Beverstedt zugeteilt wurde. Von 1851 bis 1859 bestand wieder eine Zugehörigkeit zum Amt Beverstedt sowie von 1859 bis 1885 zum Amt Lehe. 1885 gehörte das Dorf zum Kreis Geestemünde und ab 1932 zum Landkreis Wesermünde beziehungsweise Cuxhaven.

### Eingemeindungen
Am 4. April 1967 verlor die Gemeinde Altluneberg ihre politische Selbständigkeit und wurde ein Ortsteil der Gemeinde Wehdel.
Im Zuge der Gebietsreform in Niedersachsen sollte die Kommune als eine Mitgliedsgemeinde selbständig bleiben und daher mit Frelsdorf, Köhlen, Wollingst und Geestenseth eine neue Samtgemeinde bilden, was aber wegen des mangelnden örtlichen Interesses ausblieb. Daher wurde Wehdel zur Gebietsreform, die am 1. März 1974 stattfand, der neuen Einheitsgemeinde Schiffdorf zugeteilt und die gleichnamige Ortschaft gebildet.

### Einwohnerentwicklung
| Jahr | Einwohner | Quelle |
| ---- | --------- | ------ |
| 1910 | 608       | [ 7 ]  |
| 1925 | 742       | [ 8 ]  |
| 1933 | 761       | [ 8 ]  |
| 1939 | 822       | [ 8 ]  |
| 1950 | 15050     | [ 9 ]  |
| 1956 | 13980     | [ 9 ]  |

| Jahr | Einwohner | Quelle |
| ---- | --------- | ------ |
| 1973 | 1671      | [ 1 ]  |
| 2007 | 2201      | [ 10 ] |
| 2014 | 2195      | [ 11 ] |
| 2017 | 2200      | [ 12 ] |
| 2020 | 2188      | [ 13 ] |
| 2022 | 2286      | [ 2 ]  |

|  |

## Politik

### Ortsrat
Der Ortsrat von Wehdel setzt sich aus sieben Ratsmitgliedern zusammen. Die Ratsmitglieder werden durch eine Kommunalwahl für jeweils fünf Jahre gewählt. Die aktuelle Amtszeit begann am 1. November 2021 und endet am 31. Oktober 2026.
Aus den Ergebnissen der vergangenen Ortsratswahlen ergaben sich folgende Sitzverteilungen:
| Wahljahr | FB                                                                                                  | Grüne | CDU | SPD | Gesamt  |
| -------- | --------------------------------------------------------------------------------------------------- | ----- | --- | --- | ------- |
| 2021     | 4                                                                                                   | 1     | 1   | 1   | 7 Sitze |
| 2016     | 5                                                                                                   | –     | –   | 2   | 7 Sitze |
|          | __________________________ FB: Freie Bürger, Gruppe politisch unabh. Bürger der Gemeinde Schiffdorf |       |     |     |         |

### Ortsbürgermeister
Der Ortsbürgermeister von Wehdel ist Horst Schütte (Gruppe Freie Bürger). Seine Stellvertreter sind Dirk Holler (Gruppe Freie Bürger), Helga Anette Martens (Gruppe Freie Bürger) und Rudi Martens (SPD).

### Wappen
Der Entwurf des Kommunalwappens von Wehdel stammt von dem Heraldiker und Wappenmaler Albert de Badrihaye, der zahlreiche Wappen im Landkreis Cuxhaven erschaffen hat.
| Wappen von Wehdel | Blasonierung: „Gespalten, vorn in Silber ein halber grüner Eichenzweig mit Blättern und Frucht am Spalt, hinten in Rot ein silberner Schildfuß in Wellenschnitt, zweimal geteilt überhöht von einem silbernen Zinnenturm mit offenem Tor und schwarzem Fallgitter.“ |
| Wappen von Wehdel | Wappenbegründung: Der Eichenzweig erinnert an die Deutung des Ortsnamens als Dorf am Walde, der Schildfuß in Wellenschnitt an den Silbersee und der Zinnenturm an die Sage von einem Schloss, das im Silbersee versunken ist.                                       |

## Kultur und Sehenswürdigkeiten

### Naturdenkmale
- Eine Linde
- Eine Eiche
- Zwei Findlinge

(Verordnungsdatum 2. Oktober 1995)

### Vereine und Verbände
| - Angelsportverein Wehdel - DLRG – Ortsgruppe Wehdel - DRK – Ortsverein Wehdel - Förderkreis Wehdel - Förderverein „Lüttje Lüüd´s Nootstrump“ - Förderverein Silbersee - Frauenchor Wehdel - Jagdgenossenschaft Wehdel - Karnevalverein „Hol Fast“ Wehdel | - Musica Nova – Verein für sinfonische Blasmusik e. V. - Natur- und Umweltschutzverein Wehdel - Rassegeflügelzuchtverein Wehdel und Umgebung e. V. - Reservistenkameradschaft Wehdel - Schützenverein Wehdel - Sinfonisches Blasorchester Wehdel - TSV Wehdel - Verein zur Förderung des Fußballsports in Wehdel |

## Wirtschaft, Verkehr, Infrastruktur

### Verkehr
Wehdel hat einen Haltepunkt an der Bahnstrecke Bremerhaven–Buxtehude.
ÖPNV: Der Ort ist über ein Anruf-Sammel-Taxi/AST (60-Minuten-Takt) angebunden. Das AST verkehrt an allen Tagen der Woche (auch in den Schulferien).

### Öffentliche Einrichtungen
- Jugendraum
- Freiwillige Feuerwehr
- Grundschule
- Sportplatz

## Persönlichkeiten

### Söhne und Töchter des Ortes
- Udo von Soosten (1923–1986), Politiker (CDU) und Mitglied des Niedersächsischen Landtages

### Personen, die mit dem Ort in Verbindung stehen
- Karl Müller (1896–1966), Landwirt und Politiker (DP), kaufte ein Gut in Wehdel, das er als selbständiger Landwirt bewirtschaftete